# Jerry Springer
Gerald Norman "Jerry" Springer, född 13 februari 1944 i London, Storbritannien, död 27 april 2023 i Chicago, var en amerikansk programledare och politiker. Han var demokratisk borgmästare i Cincinnati 1977–1978. Han var programledare för TV-programmet The Jerry Springer Show 1991–2018, och programledare för radioprogrammet Springer on the Radio som sändes i Air America Radio.

## Uppväxt
Springer föddes på en tunnelbanestation i East Finchley i London, England. Hans föräldrar var judiska flyktingar från Nazityskland. I januari 1949 emigrerade han med familjen till USA från Storbritannien genom att resa över med fartyget RMS Queen Mary. Springer blev filosofie kandidat i statsvetenskap vid Tulane University år 1965. Han avlade juristexamen vid Northwestern University år 1968. Han var medarbetare i Robert Kennedys presidentvalskampanj år 1968.
År 1970 gjorde Springer ett misslyckat försök att kandidera till USA:s representanthus. Några år senare valdes han in i Cincinnatis stadsfullmäktige. År 1977 till 1978 var Springer borgmästare i Cincinnati.

## The Jerry Springer Show
The Jerry Springer Show debuterade den 20 september 1991. Showen utvecklades av WLWT-TV för att ersätta Phil Donahue Show. Den började som en politiskt orienterad talkshow, en längre version av Springers kommentarer. Gäster som besökte showen var bland annat Oliver North och Jesse Jackson, med programämnen som hemlöshet och vapenpolitik.
Springer ändrade senare programformatet för att få högre tittarsiffror. Programmet blev mer och mer populärt allteftersom det blev mindre seriöst och mer uppgjort. Det inkluderade situationer med otrohet, transsexualism, faderskapstester, Ku Klux Klan-, Nation of Islam- och Black Panther Party-medlemmar samt andra grupper.
Trots hård kritik vidhöll Springer att han aldrig hade kontroll över sina gäster. Om gästerna hittade på en historia och endast var ute efter att få synas i TV, påstod sig varken Jerry Springer eller hans producenter veta någonting om det.
Programmet lades ned 2018.

## Judge Jerry
Efter nedläggningen av The Jerry Springer Show började Springer agera domare och lösa juridiska dispyter i realityprogrammet Judge Jerry som sändes mellan 2019 och 2022.